# IJkmeester
Een ijkmeester had tot taak de maten en gewichten die in een dorp gebruikt werden te controleren. Overtredingen in deze meldde hij bij de drossaard en  ondeugdelijke maten en gewichten nam hij in beslag. Ook controleerde hij bij de bakkers het gewicht van het brood. 
De functie is ingesteld in de middeleeuwen en heeft bestaan tot de Franse tijd. Er waren in elk dorp altijd twee ijkmeesters, zij werden vanouds aangesteld en beëdigd door de plaatselijke heer.